# Ploské (Revúca)
Ploské (ungarisch Poloszkó) ist eine Gemeinde in der südlichen Mittelslowakei mit 75 Einwohnern (Stand 31. Dezember 2024), die zum Okres Revúca, einem Kreis des Banskobystrický kraj, gehört und in der traditionellen Landschaft Gemer liegt.

## Geographie
Die Gemeinde befindet sich im Bergland Revúcka vrchovina im Slowakischen Erzgebirge, im Tal und am Oberlauf des Turiec im Einzugsgebiet der Slaná, in einer bewaldeten Gegend. Das Ortszentrum liegt auf einer Höhe von 313 m n.m. und ist 17 Kilometer von Jelšava sowie 23 Kilometer von Revúca entfernt.
Nachbargemeinden sind Ratková im Norden, Osten und Süden, Ratkovská Suchá und Rovné (Ortsteil Ratkovská Zdychava) im Westen sowie Krokava und Hrlica im Nordwesten.

## Geschichte
Ploské wurde zum ersten Mal 1413 als Palazka schriftlich erwähnt, weitere historische Bezeichnungen sind unter anderen Polozka (1450), Plosky (1563), Ploskuo (1590) und Polosko (1773). Das Dorf war Besitz des Geschlechts Derencsényi, das hier im Jahr 1427 11 Porta besaß, ab dem 16. Jahrhundert gehörten die Ortsgüter verschiedenen landadligen Familien. 1773 wohnten im Ort 19 leibeigene Bauern- und drei Untermieterfamilien, 1828 zählte man 30 Häuser und 255 Einwohner, die als Schaf- und Viehhalter beschäftigt waren. Im 19. Jahrhundert gab es ein Hammerwerk im Ort, die Einwohner arbeiteten als Hufschmiede und Hersteller von Pflügen und zudem in umliegenden Hammerwerken sowie in Bergwerken bei Železník.
Bis 1918 gehörte der im Komitat Gemer und Kleinhont liegende Ort zum Königreich Ungarn und kam danach zur Tschechoslowakei beziehungsweise heute Slowakei.

## Bevölkerung
| Jahr                | 1994 | 2004     | 2014     | 2024    |
| ------------------- | ---- | -------- | -------- | ------- |
| Anzahl der Personen | 96   | 83       | 72       | 75      |
| Unterschied         |      | −13,54 % | −13,25 % | +4,16 % |

| Jahr                | 2023 | 2024    |
| ------------------- | ---- | ------- |
| Anzahl der Personen | 73   | 75      |
| Unterschied         |      | +2,73 % |

Nach der Volkszählung 2011 wohnten in Ploské 74 Einwohner, davon 72 Slowaken. Zwei Einwohner machten keine Angabe zur Ethnie.
39 Einwohner bekannten sich zur römisch-katholischen Kirche und 21 Einwohner zur Evangelischen Kirche A. B. Neun Einwohner waren konfessionslos und bei fünf Einwohnern wurde die Konfession nicht ermittelt.

## Baudenkmäler
- Gebäude des ehemaligen Eisenwerks im klassizistischen Stil aus dem Jahr 1814